# Lakuntza
Lakuntza (in spagnolo Lacunza) è un comune spagnolo di 1 038 abitanti situato nella comunità autonoma della Navarra.